# Três Corações
Três Corações – miejscowość i gmina w Brazylii, w stanie Minas Gerais. Według danych z 2009 roku powierzchnia miasta wynosiła 825,9 km², a liczba jego mieszkańców 75 776 osób.
W mieście mają siedzibę kluby piłkarskie Atlético Três Corações i CA Tricordiano.
W mieście tym urodził się Pelé. Ulicę, na której się urodził, nazwano Rua Edson Arantes do Nascimento.